# Gustaf Svensson (företagsledare)

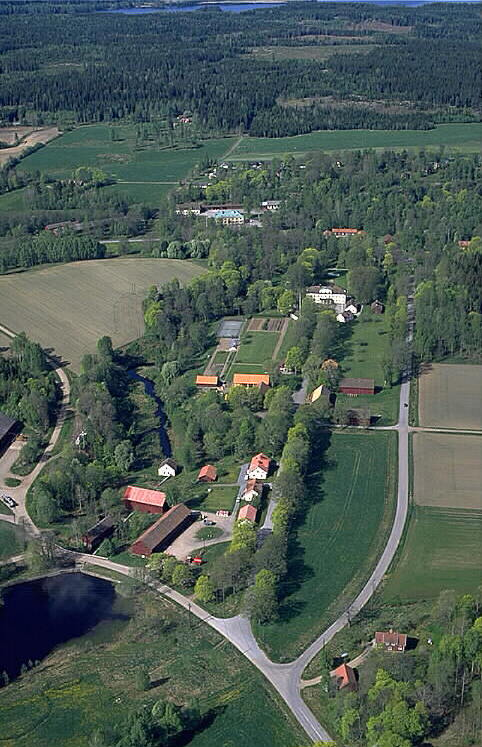
Skyllbergs bruk

Carl Gustaf Ivan Svensson, född 9 mars 1944, är en svensk ingenjör och företagsledare.
Gustaf Svensson är son till bruksdisponenten Ivan Svensson på Skyllbergs bruk, som dennes far Ivan Svensson (1858–1918) och farbror Gustaf Svensson (1860–1937) år 1888 köpt aktiemajoriteten i av Axel Burenstam.
Gustaf Svensson blev 1974 vice verkställande direktör i Skyllbergs bruk och tog 1978 formellt över ledarskapet efter sin far.